# Percnia
Percnia là một chi bướm đêm thuộc họ Geometridae.